# Бёцен
Бёцен (нем. Bözen, алем. нем. Böze) — населённый пункт в Швейцарии, входит в состав коммуны Бёцталь округа Лауфенбург в кантоне Аргау.
Население составляет 745 человек (на 31 декабря 2018 года).
До 2021 года был самостоятельной коммуной округа Бругг (официальный код — 4094). С 1 января 2022 года объединён с коммунами Хорнуссен, Эффинген и Эльфинген в новую коммуну Бёцталь в составе округа Лауфенбург.